# 業績原理
業績原理（ぎょうせきげんり）とは社会学の用語の一つ。
社会的に重要であり報酬も多い地位に就く人間を選ぶ場合に能力や業績が優れているという事を基準とする原理。この原理では機会が平等に与えられているという事であり、結果が平等という事ではない。つまり業績原理が貫徹した社会で進学や就職の機会が万民に与えられていたとしても結果的には不平等が発生するという事である。そのため親の地位が子に影響せず万民に平等の機会が与えられる社会が実現しても職業の軽重の分化やそれに伴う所得格差は無くなりそうにない。だが業績原理の社会では向上心があり重要な地位に就く事を望む者の意欲を刺激し、有能な人物を発掘し配置する事に有利であるから合理化・効率化を目指す産業化の基本原理には合致している。